# Castillo de Salas
El Castillo de Salas fue un buque de la Empresa Nacional Elcano que tuvo una vida muy corta.
Fue construido por Astano, en Fene (La Coruña), en 1980. Era un granelero de 109.488 TPM, con 261,43 metros de eslora, 40 de manga y 20 de puntal. La propulsión constaba de un motor diésel Sulzer 7RND90 de 20.300 CV.
El 11 de enero de 1986, estando fondeado en Gijón le garreó el ancla y embarrancó al lado del Cerro de Santa Catalina, junto al barrio de Cimadevilla. Los intentos de salvamento fueron infructuosos y el barco se perdió definitivamente, conjuntamente con las 100.000 toneladas de carbón que transportaba.
La parte de proa pudo ser reflotada y remolcada a mar abierto para ser hundida; la de popa tuvo que ser desguazada en el sitio. Todavía en 2003 fueron desguazados los últimos restos, ya que se habían abandonado por considerarlos inocuos, pero empezaron a verter combustible.

## Cronología del hundimiento

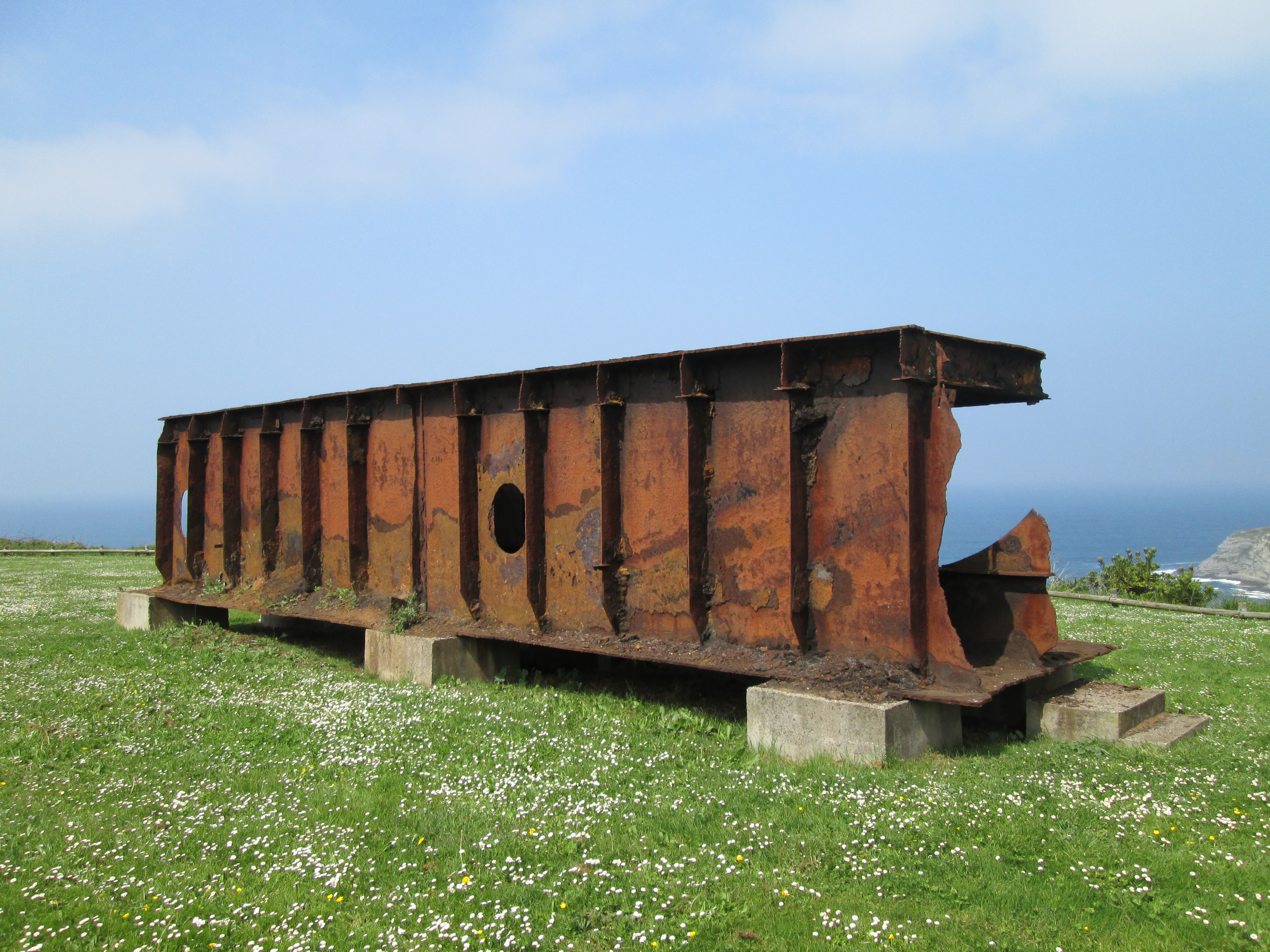
Escultura "Memoria" de Joaquín Rubio Camín, realizada con restos del barco.

- El 11 de enero de 1986 el buque embarranca a 740 metros del Cerro de Santa Catalina. A las 11 h el granelero embarrancó frente a la costa gijonesa con 99.722 toneladas de carbón, al garrear una de las anclas que le mantenía fondeado fuera de El Musel.
- El 15 de enero de 1986 a las 10:30 h el deterioro del casco al chocar contra los fondos, provocó la ruptura del barco en dos partes cuando se intentaba iniciar su reflotamiento. La separación de las dos partes a la altura de la bodega número 6 ocasionó los primeros vertidos de carbón y gasóleo.
- El 23 de febrero de 1986, tras 43 días de vertidos, incertidumbre y protestas ciudadanas la proa y cinco bodegas del barco fueron remolcadas a alta mar y hundidas a 39 millas de la costa. La Administración negó que quedara combustible en los tanques del barco.
- En la primavera de 1986, en las semanas siguientes al remolcado, la empresa Fondomar se encargó de completar el desguace de los restos del barco y, en teoría, a rematar la limpieza de los restos de aceite y combustible. La zapata quedó hundida a 18 metros de profundidad.

## Restos
- Parte de los restos del barco fueron convertidos por el artista Joaquín Rubio Camín en la obra "Memoria" que se colocó en la senda costera del Cervigón el 15 de noviembre de 2003.
- Uno de sus anclas forma parte del Museo de anclas Philippe Cousteau.